# Herbie Crichlow

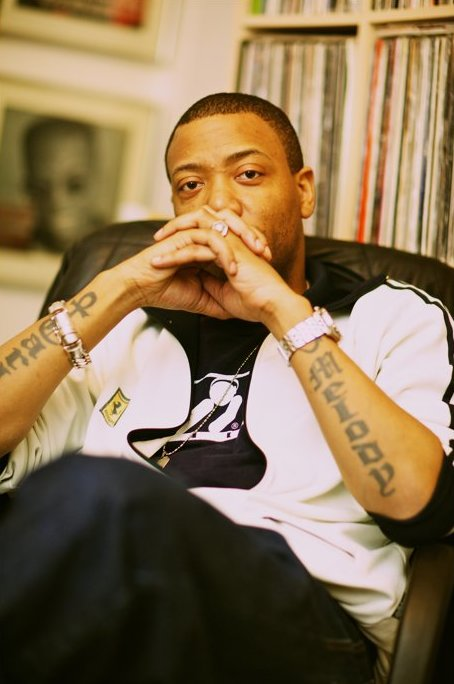
Herbie Crichlow (2015)

Herbert "Herbie" Crichlow (26 november 1968) is een Britse rapper en songwriter die vanuit Zweden actief is. Hij schreef en rapte vooral in de jaren negentig enkele songs voor onder andere Leila K, Backstreet Boys en 5ive. Ook had hij enkele eigen hits waarvan Right Type Of Mood de grootste was.

## Biografie
Herbert Crichlow werd in het Verenigd Koninkrijk geboren maar groeide op op Barbados. In het begin van de jaren negentig woont hij in Zweden en wordt hij actief in de muziek. Hij timmert dan aan de weg als rapper en tekstschrijver. Hij wordt opgemerkt door de Zweedse producer Denniz PoP van de Cheiron-studio's waarvoor hij teksten en raps gaat leveren. Een groot succes heeft hij met Open Sesame van Leila K dat uitgroeit tot een wereldhit. De hit is door hem geschreven en hij is er in te horen als rapper. In 1995 heeft hij zijn eigen hit met Right Type of Mood van het album Fingers, geproduceerd door Denniz PoP en Max Martin. In 1997 duikt hij op bij de single Gotta Be You van 3T. 
Eigen hits heeft hij daarna niet meer maar als songschrijver en rapper blijft hij achter de schermen actief en succesvol. Zo zijn de singles Quit Playing Games (with My Heart) (1996) en Show Me the Meaning of Being Lonely (2000) van de Backstreet Boys door Herbie geschreven. Voor de boyband 5ive schrijft hij Slam Dunk (Da Funk) en Everybody Get Up. Voor de soundtrack voor de film Fifty Shades Darker schreef hij het nummer Kiss Me voor Rita Ora. Hij wordt naast songschrijver ook actief als producer. In 2012 maakt hij de soundtrack voor de computergame Ninja Gaiden 3. Ook Jessica Folcker, Robyn, Waldo's People, Zayn Malik, Alexandra Burke en E-Type maakten van zijn diensten gebruik.
In 2021 bracht hij in eigen beheer het album The Art Of Making Music For The People uit.

## Discografie

### Albums
- Fingers (1995)
- The Art Of Making Music For The People (2021)

### Singles
| Single met eventuele hitnotering(en) in de Nederlandse Top 40 | Datum van verschijnen | Datum van binnenkomst | Hoogste positie | Aantal weken | Opmerkingen                               |
| ------------------------------------------------------------- | --------------------- | --------------------- | --------------- | ------------ | ----------------------------------------- |
| Open Sesame                                                   |                       | 13-02-1993            | 2               | 15           | met Leila K / #2 in de Mega Top 50        |
| Right Type of Mood                                            |                       | 11-03-1995            | 12              | 7            | #10 in de Mega Top 50 / Megahit Radio 3FM |
| Pick It Up                                                    |                       | 06-05-1995            | tip4            | -            |                                           |
| I Believe                                                     |                       | 12-08-1995            | tip13           | -            | Dancesmash op Radio 538                   |
| Gotta Be You                                                  |                       | 08-03-1997            | 24              | 4            | met 3T #33 in de Mega Top 100             |